# 155P/Shoemaker
155P/Shoemaker (też Shoemaker 3) – kometa krótkookresowa, należąca do rodziny komet Jowisza.

## Odkrycie
Kometa została odkryta 10 stycznia 1986 roku. Odkryli ją astronomowie Carolyn i Eugene Shoemaker w Obserwatorium Palomar.

## Orbita komety
Orbita komety 155P/Shoemaker ma kształt elipsy o mimośrodzie 0,73. Jej peryhelium znajduje się w odległości 1,81 j.a., aphelium zaś 11,46 j.a. od Słońca. Jej okres obiegu wokół Słońca wynosi 17,09 roku, nachylenie orbity do ekliptyki to wartość 6,39˚.